# 盘山 (天津)
40°4′57″N 117°15′59″E / 40.08250°N 117.26639°E
盘山，位于天津市蓟州区境内，是有名的风景区，被誉为“京东第一山”。早在清朝，乾隆皇帝就曾发出“早知有盘山，何必下江南”的感叹。四库全书中有《钦定盘山志》。
2007年，国家旅游局做出了《关于批准发布北京市故宫博物馆等66家景区为国家5A级旅游景区公告的决定》，盘山风景名胜区被全国旅游景区质量等级评定委员会评为国家5A级旅游景区。
在商周時期因為位於無終國，被稱為無終山。

## 盘山风景

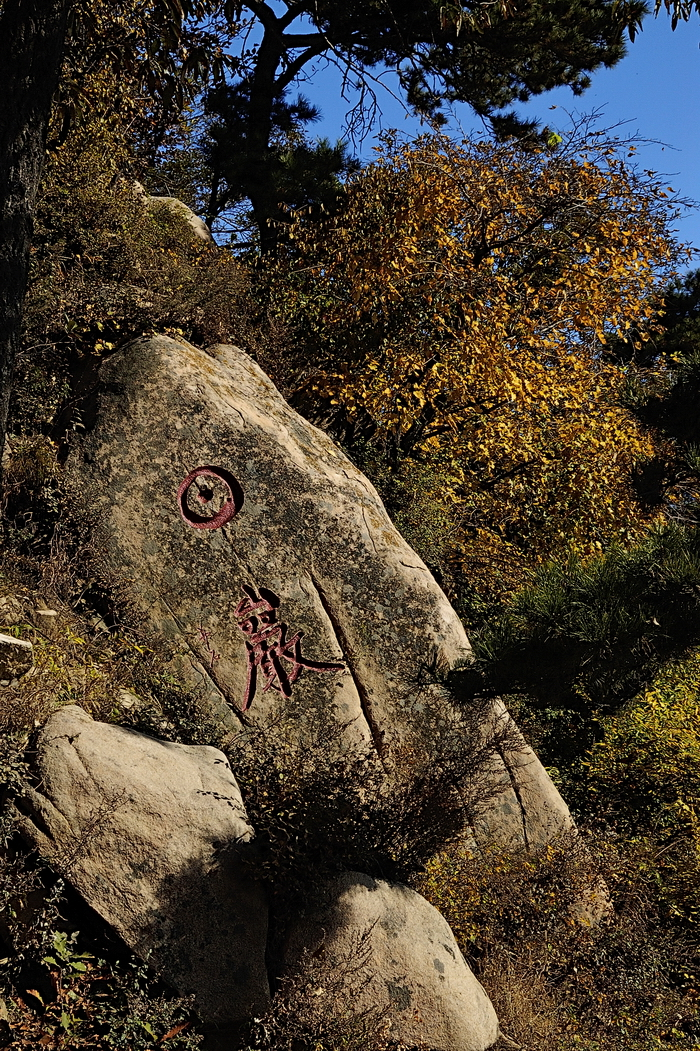
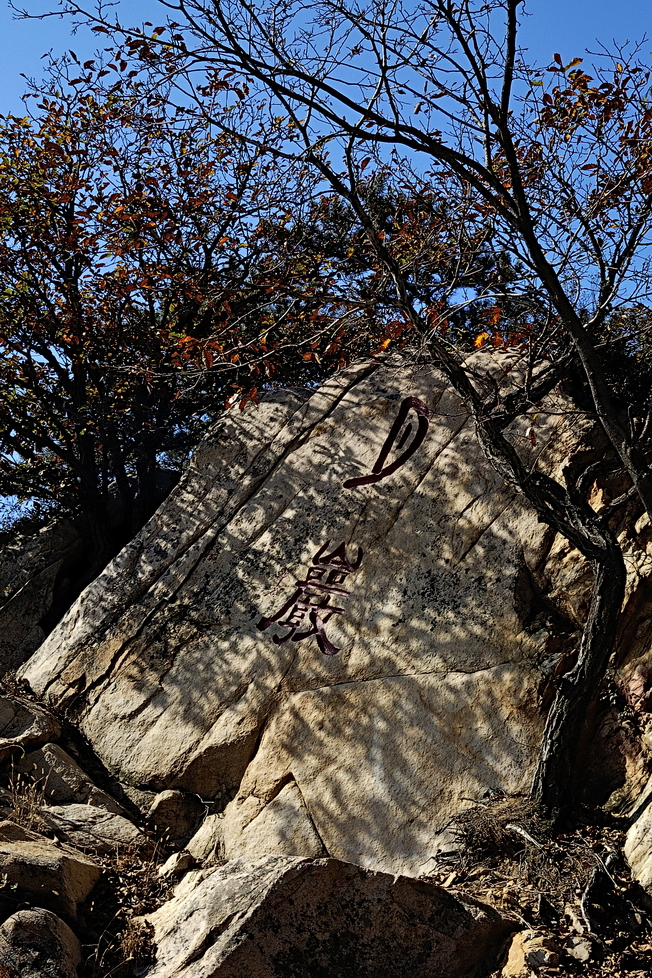

## 延伸阅读
[在维基数据编辑]
 《欽定古今圖書集成·方輿彙編·山川典·盤山部》，出自陈梦雷《古今圖書集成》